# Parco nazionale della foresta di Dadia-Lefkimi-Soufli
Il Parco nazionale della foresta di Dadia - Lefkimi - Soufli (in lingua greca: Εθνικό Πάρκο Δάσους Δαδιάς - Λευκίμης - Σουφλίου, trasl. Ethnikò parko dàsous Dadiàs - Lefkìmmis - Souflìou) è un parco nazionale situato nell'estremità sud-orientale dei Monti Rodopi nei pressi del villaggio di Dadia, nella regione della Macedonia Orientale e Tracia, in Grecia.
Il parco nazionale è una delle aree protette più importanti a livello internazionale per la coesistenza di una grande quantità di specie di flora e fauna. Il mosaico paesaggistico costituito da boschi di pini e querce, interrotto da radure, pascoli e campi, è l'habitat ideale per gli uccelli rapaci. Il Parco Nazionale ospita tre delle quattro specie di avvoltoi europei: avvoltoio monaco, grifone e capovaccaio. È l'unico sito balcanico in cui nidifica l'avvoltoio monaco, ultimo residuo di un'originaria vasta popolazione della specie all'interno della regione balcanica. Anche la presenza del capovacciaio, specie in via di estinzione, è molto significativa.
Nel 2014 il Parco nazionale della foresta di Dadia-Lefkimi-Soufli è stato inserito, per l'eccezionale valore ecologico a livello europeo, nella lista dei candidati ai patrimoni mondiali dell'umanità dell'UNESCO.